# Epactoides vadoni
Epactoides vadoni är en skalbaggsart som beskrevs av Olivier Montreuil 2005. Epactoides vadoni ingår i släktet Epactoides och familjen bladhorningar. Inga underarter finns listade i Catalogue of Life.